# Eréndira Ibarra
Eréndira Ibarra Klor (Ciutat de Mèxic, 25 de setembre de 1985) és una actriu i guionista mexicana coneguda per la seva participació en telenovel·les i pel·lícules com Deseo prohibido (2008), Ingobernable (2012), Infames (2017), Sense8 (2015), A ti te quería encontrar (2018), i Matrix Resurrections (2021).
Eréndira és filla del productor Epigmenio Ibarra, per la qual cosa va passar la seva infantesa coneixent el mitjà artístic, va estudiar actuació en escola CasAzul.

## Biografia
Ibarra va néixer a Ciutat de Mèxic però va créixer a San José, Califòrnia mentre que el seu pare treballava dins d'una empresa televisiva a El Salvador. En 2005 va tenir el seu primer treball com a assistent de càsting per a la cinta Acapulco Golden (2005) de Joaquín Segura.
El seu debut com a actriu va ser aquest any en el curtmetratge dirigit per Armando Vega-Gil anomenat Alivio (2005), i un any després a Sexo, amor y otras perversiones 2 de Fernando Sariñana, interpretant la Verge Maria. El 2007, va participar en la telesèrie Capadocia al costat d’Ana de la Reguera i Cristina Umaña. Eréndira realitza el paper d'una presidiària anomenada Sofía López.
En 2008, va participar en una altra cinta còmica dirigida per Issa López titulada Casi divas, al costat de Julio Bracho i Ana Layevska i en les telenovel·les amb la producció de TV Azteca Deseo prohibido personificant Rebecca Santos, la germana de Lucía, interpretada per Ana Serradilla. Cap a 2009 va participar com a actriu en dues pel·lícules Entre líneas i Juegos inocentes.
Va participar al seu torn en la teleserie de Cadena Tres de Mèxic titulada Las Aparicio. Allí realitza el paper d'una lesbiana anomenada Mariana, qui té una relació sentimental amb Julia Aparicio, interpretat per Liz Gallardo.
Ibarra va protagonitzar el videoclip musical del cantant Jaime Kohen titulat Las alas de mi libertad, jal costat del seu col·lega Manuel Balbi, company de set a Las Aparicio.
En 2012 va acabar la seva aparició en la telenovel·la Infames, on realitza el paper de Casilda, coproduïda per Argos i Cadena Tres.
Per a 2015 apareix en diversos capítols de la reeixida sèrie de TNT Señorita Pólvora en el paper de la model Tatiana Hucke, però encara més important és la seva participació en la sèrie Sense8 de Netlflix com Daniela Velázquez.
Apareix en la sèrie de Netflix Ingobernable interpretant a Anna Vargas - West cap de l'Oficina de la Presidència, agent de l'Agència Central d'Intel·ligència, compartint crèdits amb Kate del Castillo i Eric Heyser.
Es va anunciar que apareixerà en 2019 en la sèrie de Fox Prime Sitiados interpretant a Inés, al costat d'Alfonso "Poncho" Herrera amb qui va treballar en projectes anteriors com El Dios i Sense8.

## Vida personal
Eréndira és filla del productor Epigmenio Ibarra, germana de la guionista Natasha Ybarra i la productora Camila Ibarra.
Al desembre de 2010 va contreure matrimoni amb el model veneçolà Fredd Londoño.
El 12 d'abril de 2017, la parella va tenir el seu primer fill, anomenat Rocco.

## Filmografia
Ibarra ha tingut aparicions en més de 20 projectes de cinema i televisió, a més de figurar com a assistent de càsting en una pel·lícula.

### Sèries i telenovel·les
- Decisiones extremas
- Alivio (2005)
- Sexo, amor y otras perversiones 2 (2006)
- Deseo prohibido (2008)- TV Azteca
- Las Aparicio (2010)
- Vida mía (2012)- TV Azteca
- El octavo mandamiento(2011)
- Infames (2012)
- Camelia la Texana (2014)
- Señorita Pólvora (2015)
- Sense8 (2015-2018)
- Ingobernable (2017-2018)
- Sitiados: México (2019)
- El Candidato (2020)
- Cualquier parecido (2023)

### Cinema
- Acapulco Golden (2005) (Assistent de Càsting)
- Casi divas (2008)
- Entre líneas (2009)
- Juegos inocentes (2009)
- Mi mejor Regalo (2013)
- Más negro que la noche (2014) - Pilar
- Las Aparicio la pel·lícula (2016) com Mariana Almada
- La vida inmoral de la pareja ideal (2016) com Florentina Calle
- A ti te quería encontrar (2018) com "Lu".
- Matrix Resurrections (2021)

### Sèries
- Capadocia (2008—2012) (Sofía López)
- Las Aparicio (2010)(Mariana Almada)
- El Diez (2011) (Ximena Calleja)
- Infames (2012) (Casilda Barreiro) .
- Camelia la Texana (2014) (Alison Bailow de Varela)
- Señorita Pólvora (2015) (Tatiana Hucke)
- Sense8 (2015—2018) (Daniela Velasquez)
- Ingobernable (2017) (Anna Vargas - West)
- Sitiados: México (2019) (Inés)
- El candidato (2020) (Isabel Alfaro)
- Cualquier parecido (2023)[4]

### Vídeos musicals
- Las alas de mi libertad
- Corre
- Llaves, teléfono y cartera (LNG/SHT)
- Ser Paloma (Lila Downs)
- Banana Papaya(Kany García, Residente)

### Teatre
- Apócrifo (2013) Elena
- Extraños en un tren (2013) Ana (participacions especials)
- Enfermos de Amor (2018)